# TV 2 (Danmark)
För andra betydelser, se TV2.
TV 2 är en dansk TV-kanal, som tillsammans med DR:s kanaler är en del av public service-TV-utbudet. 
TV 2 hade premiär den 1 oktober 1988 med huvudkontor och nyhetssändningar i Odense på Fyn. Sedan 2003 är TV 2 ett helägt statligt bolag. En privatisering har stötts och blötts länge. I april 2005 meddelade man att privatiseringen sköts upp på obestämd tid.
Verksamheten finansieras av TV-reklam och användarbetalning. Fram till 2004 mottog man även finansiering från TV-licensen. Kanalen kunde länge mottagas gratis, men har sedan börjat ta betalt av tittare, först via kabel-TV och sedan den 11 januari 2012 även i det digitala marknätet. Kanalen upplåter programtid till åtta regionala stationer. Dessa tillhör en separat organisation och finansieras av licensavgifter. De regionala stationerna har även egna dygnet runt-sändande kanaler.
TV2 Danmark är sedan den 1 juli 1989 aktiv medlem i EBU. Kanalen profilerade sig tidigt med Eurovisionssändningar från cykelloppet Tour de France. Man sände också gratis på jätteskärmar på tre ställen i Köpenhamn den i Danmark klassiska EM-finalen i fotboll från Nya Ullevi 1992, då Danmark blev Europamästare i fotboll genom att besegra Tyskland med 2-0.

## Historik
Beslut om skapandet av TV 2 togs av Folketinget 1986. Sändningarna kunde starta den 1 oktober 1988. Efter några år blev kanalen Danmarks mest sedda, en position man behållit sedan dess.
Från början fick TV 2 sina medel från TV 2-fonden som fick sin pengar från tv-licens och reklamintäkter innan de fördelades mellan TV 2 och regionerna. 1996 beslutades det att TV 2-fonden skulle läggas ner.
Den 2 december 1996 startade kanalen TV-morgonprogramet "Go' morgen Danmark"
Den 15 oktober 2000 startade TV 2 sin andra tv-kanal, TV 2 Zulu. Från 1 januari 2003 är denna en betalkanal. Den 17 december 2003 gjordes TV 2 om till ett statligt företag, TV 2|DANMARK A/S.
TV 2 Charlie startade 1 oktober 2004 och den 1 november 2005 startade TV 2 Film, båda är betalkanaler.
Den 19 maj 2006 presenterade TV 2 planer på en renodlad nyhetskanal, TV 2 Nyhedskanalen, med planerad start den 1 december samma år. Denna heter numera TV2 News. 
Efter Danmarks övergång till digital-TV har även TV2 Sport haft premiär. Totalt sänder TV2 således 6 rikskanaler och 1 regionalkanal. Samtliga rikskanaler är betalkanaler och innehåller reklam (TV2 Film endast sponsring). Ingen av kanalerna får dock avbryta program för reklamavbrott. D.v.s. samma regler som ursprungligen gällde för TV4 i Sverige. 
I det digitala marknätet, DVB-T (och det kommande DVB-T2) är sedan den 11 januari 2012 samtliga kanaler utom de regionala betalkanaler.
TV2:s huvudkanal kan även efter den 11 januari ses i de svenska analoga kabel-TV-nät som sände kanalen före detta datum. TV2 kan på detta sätt ses i Skåne och längs västkusten upp till Uddevalla.

## Regionala stationer
TV 2 har åtta regionala stationer som är fristående från den nationella kanalen. De finansieras av TV-licensen.
Men sedan 1 november 2009 har TV2 inte längre monopol på regional-TV. Ett nät av fristående regionala kanaler startades detta datum. I Köpenhamnsområdet finns även en privat regional TV-station, Kanal Köpenhamn. 
| TV 2-region    | Målområde                                     | Sätesort      |  |
| -------------- | --------------------------------------------- | ------------- |  |
| tvSyd          | Södra Jylland                                 | Kolding       |  |
| TV 2 Fyn       | Fyn                                           | Odense        |  |
| TV2 Øst        | Västra Själland samt Møn, Falster och Lolland | Vordingborg   |  |
| TV2 Nord       | Norra Jylland                                 | Åbybro        |  |
| TV 2 Kosmopol  | Nordöstra Själland och Köpenhamn              | Frederiksberg |  |
| TV Midtvest    | Centrala och västra Jylland                   | Holstebro     |  |
| TV2 Østjylland | Östra Jylland                                 | Århus         |  |
| TV 2/Bornholm  | Bornholm                                      | Åkirkeby      |  |